# Soendagoudborstbuulbuul
De soendagoudborstbuulbuul (Rubigula dispar synoniem: Pycnonotus dispar) is een zangvogel uit de familie van de buulbuuls.

## Verspreiding en leefgebied
Deze soort komt voor op Sumatra, Java en Bali.

## Status
De grootte van de populatie is niet gekwantificeerd maar de soort wordt omschreven als zeldzaam. Aangenomen wordt dat de aantallen snel achteruitgaan, vooral omdat er veel op wordt gejaagd voor de kooivogelhandel. Op de Rode lijst van de IUCN heeft deze soort daarom de status kwetsbaar.